# Opechancanough

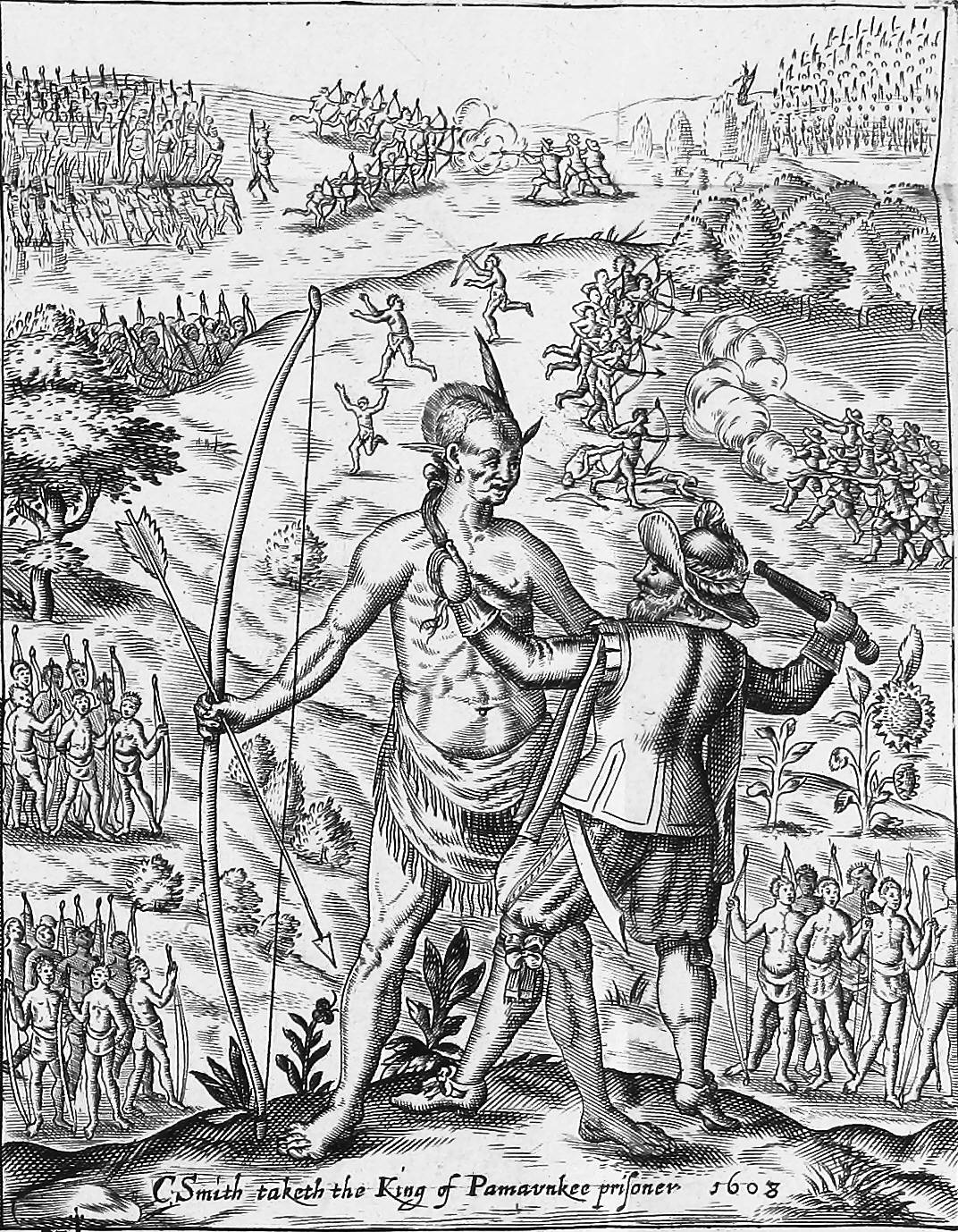
John Smith bei der Gefangennahme Opechancanoughs

Opechancanough (* vermutlich in zweiter Hälfte des 16. Jahrhunderts; † um 1644 oder 1646) war Häuptling der Pamunkey-Indianer und später Häuptling der Powhatan-Konföderation. Er war der Bruder oder Halbbruder von  Wahunsonacock (besser bekannt als Powhatan). Er spielte eine wesentliche Rolle in den Englischen Powhatankriegen.
Opechancanough wurde im Zusammenhang mit der Geschichte von Captain John Smith bekannt, der im Winter 1607/1608 – kurz nach der Gründung von Jamestown – auszog, um den Fluss Chickahominy River zu erkunden.
Auf Suche nach der Quelle des Flusses wurde John Smith von Pamunkey-Indianern, die auf der Jagd waren, gefangen genommen und zu Opechancanough gebracht. Der wiederum brachte ihn zu Wahunsonacock. Nach einer berühmten Geschichte verdankte John Smith sein Leben Wahunsonacocks Tochter Pocahontas.
Im Jahr 1618 starb Wahunsonacock, und sein Bruder Opechancanough wurde Häuptling der Powahtan-Konföderation, einer Gruppe von Indianerstämmen, die in Virginia lebten, darunter die Pamunkey, Mattaponi und Chickahominy.
Am Karfreitag, dem 22. März 1622 führte er einen Angriff auf die Siedlungen vor Jamestown und tötete 347 Kolonisten. Diese wiederum suchten nach Vergeltung, was einen zehnjährigen bewaffneten Konflikt auslöste. Im Frühling 1644 unternahm Opechancanough seinen letzten Angriff und tötete 500 Kolonisten, wurde dabei aber gefangen genommen. Er wurde später in Jamestown von einem Gefängniswärter ermordet.
Im Jahre 1646 zwang der Gouverneur von Virginia die Indianer zu einem Vertrag, in dem sie fast ihr ganzes Land den Engländern überlassen mussten.